# Аримма
Аримма — македонский военачальник, сатрап Сирии в IV веке до н. э.

## Биография
Как отметил Чериковер В., Аримма стал первым правителем Сирии после покорения её Александром Македонским. По мнению Шофмана А. С., Аримма стал преемником Менона, который сменил погибшего в результате восстания самаритян Андромаха. Дройзен И. же полагал в отношении Ариммы и Менона, что речь здесь идёт об одном и том же лице. Аналогичную позицию занял В. Геккель.
Как подметил Клейменов А. А., важной функцией сатрапов Сирии была заготовка всего необходимого для продвижения македонской армии в глубь Персии. При этом, по замечанию Елисеева М. Б., Александр за редкими исключениями не терпел безответственности. Поэтому за «вялое» отношение к своим обязанностям Аримма был смещён со своего поста.
Преемником Ариммы стал Асклепиодор.